# 宜兴苦竹
宜兴苦竹（学名：Pleioblastus yixingensis）为禾本科大明竹属下的一个种。